# A Festa de Belsazar

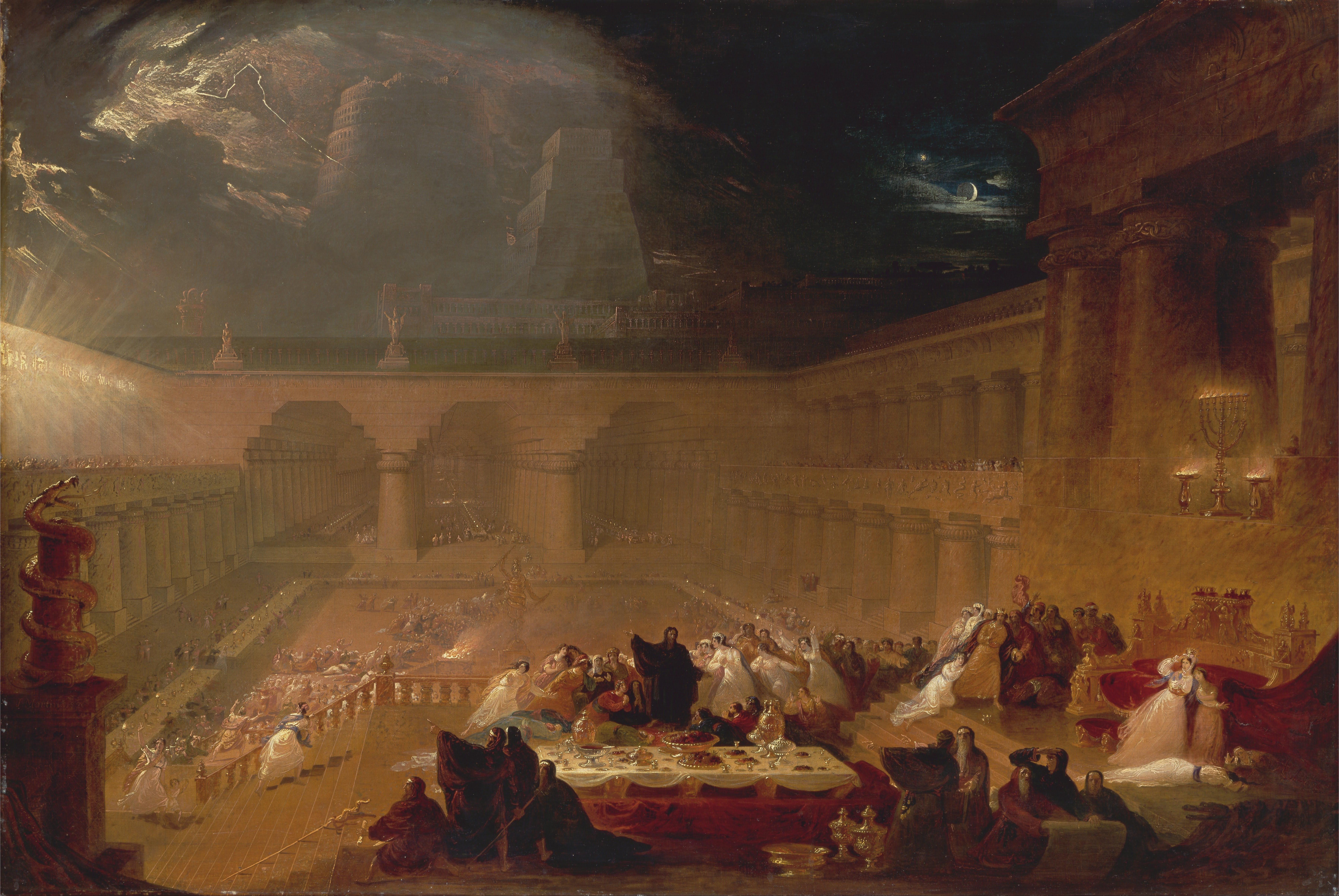
John Martin, Festa de Belsazar, c. 1821; presente na Yale Center for British Art

A Festa de Belsazar (capítulo 5 no Livro de Daniel) é a narrativa de como o rei Belsazar demanda uma grande festa na Babilônia, com utensílios da destruição do Templo de Salomão. Uma mão aparece e escreve no muro palavras não entendidas em um primeiro momento. Belsazar clama ao sábios, estes são incapazes de ler as palavras, então a sua rainha adverte que Daniel renomado ancião pode ler e interpretar. Daniel é amigo de seu falecido "pai" (ou, mais precisamente, avô) Nabucodonosor II, na qual vê que seu neto se tornou arrogante vendo que Belsazar blasfemou contra Deus. Então, Daniel lê a mensagem e a interpreta. "Deus tem abreviado os dias de Belsazar e serás vencido, o império babilônico será dado aos medos e persas". 
Na mesma noite foi morto Belsazar rei dos Caldeus, e Dario, o Medo tomou o império com a idade de 62 anos— Daniel 5:30–31